# B.Brown Posse
B.Brown Posse è il quarto album discografico in studio del cantante statunitense Bobby Brown, pubblicato nel 1993, realizzato con altri cinque artisti.

## Tracce
1. Drop It on the One - B.Brown Posse
2. It's My Life - Smoothe Sylk
3. Your Love - Dede O'neal ft. Bobby Brown
4. La La La - Harold Travis
5. Let Me Touch You - Smoothe Sylk
6. Where Did Love Go - Harold Travis
7. Why'd U Hurt Me - Dede O'neal
8. Bounce - Stylz
9. Rollin' wit the Roughness - Coop B
10. 1 Thru 12 - Stylz
11. Nothing Comes for Free - Coop B